# 南方四賤客 (第二十四季)
美國的情景喜劇動畫劇集《南方四賤客》第二十四季於2020年9月30日播出病毒大流行特輯，至2021年3月10日以南方Q园疫苗接种特辑收尾。本季由兩部長篇劇集組成，是迄今為止最短的一季。

## 製作
在2020年和2021年期間，分別播出兩部約1小時長的特別集，內容主要針對嚴重特殊傳染性肺炎疫情進行諷刺。起初該二集是否為第二十四季的一部分或是獨立的特別集皆存在著爭議。但當官方於2022年1月宣布第二十五季的播出訊息後，這些爭議便有了一個解答。

## 集數
| 普通集數        |   |                                |           |           |                |        |        |
| 308             | 1 | 病毒大流行特輯                 | 特雷·帕克 | 特雷·帕克 | 2020年9月30日  | 2401   | 2.30   |
| 309             | 2 |                                | 特雷·帕克 | 特雷·帕克 | 2021年3月10日  | 2402   | 1.74   |
| 派拉蒙+原创电影 |   |                                |           |           |                |        |        |
| 310             | – | 南方公园：新冠之后             | 特雷·帕克 | 特雷·帕克 | 2021年11月25日 | 不适用 | 不適用 |
| 311             | – | 南方四賤客：新冠之後：新冠回歸 | 特雷·帕克 | 特雷·帕克 | 2021年12月16日 | 不适用 | 不適用 |